# Patrick Singleton
Patrick Singleton (* 15. August 1974) ist ein bermudischer Skeletonfahrer und ehemaliger Rennrodler. 
Patrick Singleton studierte Journalismus und Kommunikation an der Elon University in North Carolina. 

## Rennrodeln
1998 qualifizierte er sich für den olympischen Rodelwettbewerb in Nagano, Japan. Während der Spiele wurde Patrick als Sportreporter für die größte Tageszeitung der Welt, die Yomiuri Shimbun in Tokio, angeheuert. Später wechselte er zu Bloomberg Television und arbeitete in Tokio und London. In seiner Zeit in Japan trainierte er auf der Bahn in Nagano. 2002 qualifizierte sich Patrick für die Olympischen Winterspiele in Salt Lake City. Auch hier nahm er am Rodelwettbewerb teil. Während eines offiziellen Trainings fuhr er Laufbestzeit.

## Skeleton
Kurz nach den Spielen wechselte er von Rennrodeln zum Skeleton. Gleich in der ersten Saison qualifizierte er sich für die FIBT Skeleton World Championships. In der Saison 2004/05 gewann Singleton zwei Rennen, erreicht dreimal den vierten Platz und nahm an der Weltmeisterschaft teil. Ende 2005 wurde er Sportler des Jahres in Bermuda. In der Saison 2005/06 trainierte er gemeinsam mit dem Britischen Olympiateam. Bei den Olympischen Winterspielen 2006 in Turin nahm er am Skeleton-Wettbewerb teil.